# Débora Falabella
Débora Lima Falabella, née le 22 février 1979 à Belo Horizonte, est une actrice brésilienne, connu notamment pour son rôle de Nina dans la série Avenida Brasil.

## Télévision
- 1998: Malhação
- 2001: Um Anjo Caiu do Céu
- 2001: Le Clone
- 2003: Agora É que São Elas
- 2004: Um Só Coração
- 2004: Senhora do Destino
- 2006: JK
- 2006: Sinhá Moça
- 2007: Duas Caras
- 2010: Escrito nas Estrelas
- 2011: Ti Ti Ti
- 2011: A Mulher Invisível
- 2012: Avenida Brasil
- 2017: A Força do Querer (le prix du désir)
- 2023: Terra e Paixão

## Cinéma
- 2001: Françoise - Françoise
- 2002: 2 Perdidos numa Noite Suja - Paco / Rita
- 2003: Lisbela e o Prisioneiro- Lisbela
- 2003: Looney Tunes: De Volta à Ação - Kate Houghton (Voz)|Dublagem
- 2004: Cazuza - O Tempo Não Pára - Dani (Denise Dumont)
- 2004: A Dona da História - Carolina (jovem)
- 2006: 5 Mentiras - Chucky
- 2007: Primo Basílio - Luísa
- 2008: La Dolorosa - Miranda
- 2008: Quarto 38 - Simone
- 2009: Doce Amargo - Moira / Moema
- 2011: Meu País - Manuela
- 2011: Homens de Bem - Mary
- 2013: Dois Macacos mais Um - Débora
- 2016: O Filho Eterno - Cláudia
- 2018: O Beijo no Asfalto - Selminha
- 2018: Todo o Clichê de Amor - Hellen
- 2020: Depois a Louca Sou Eu - Dani